# I Know (canção de Vanilla Ninja)
I Know é o segundo compacto do álbum Blue Tattoo da banda estoniana Vanilla Ninja.

## Desempenho nas paradas musicais
| Parada                  | Melhor posição |
| ----------------------- | -------------- |
| Germany Singles Top 100 | 13             |
| Austria Singles Top 75  | 17             |
| Swiss Singles Top 100   | 27             |